# Малый Кушум (село)
Малый Кушум — село в Балаковском районе Саратовской области, в составе сельского поселения Быково-Отрогское муниципальное образование.
Население — 142 (2010).

## История
Деревня Малый Кушум упоминается в Списке населённых мест Российской империи по сведениям за 1859 год. Согласно Списку казённая и удельная деревня Малый Кушум относилась к Николаевскому уезду Самарской губернии, в ней имелось 130 дворов, проживали 423 мужчины и 523 женщины. Деревня располагалась на расстоянии 67 вёрст от уездного города по левую сторону Балаковского тракта, ближе к границе Новоузенского уезда. 
После крестьянской реформы деревня Малый Кушум была отнесена Мало-Быковской волости.  Согласно населённых мест Самарской губернии по сведениям за 1889 год в деревне имелось два сельских общества (бывших удельный и бывших казённых крестьян), проживали 1017 жителей (русские православного и раскольнического вероисповедания), насчитывалось 152 двора, работали 8 ветряных мельниц. Согласно переписи 1897 года в селе Малый Кушум проживали 1389 человек, из них православных - 967, старообрядцев (беспоповцы и беглопоповцы) - 422.
Согласно Списку населённых мест Самарской губернии 1910 года село населяли бывшие удельные и государственные крестьяне, преимущественно русские, православные и раскольники, 1395 мужчин и 1400 женщин (332 двора), в селе имелись церковь, и церковно-приходская школа, земельный надел - 2866 десятин удобной и 1698 десятин неудобной земли. 

## Физико-географическая характеристика
Село находится в Заволжье, на левом берегу реки Большой Иргиз (чуть ниже устья реки Малый Кушум), на высоте около 20-25 метров над уровнем моря. Почвы - чернозёмы южные.
Село расположено примерно в 21 км по прямой в южном направлении от районного центра города Балаково. По автомобильным дорогам расстояние до районного центра составляет 47 км, до областного центра города Саратов - 170 км.
Часовой пояс
Малый Кушум, как и вся Саратовская область, находится в часовой зоне МСК+1. Смещение применяемого времени относительно UTC составляет +4:00.

## Население
Динамика численности населения по годам:
| Годы      | 1859 | 1889 | 1897 | 1910 | 2002 |
| --------- | ---- | ---- | ---- | ---- | ---- |
| Население | 946  | 1017 | 1389 | 2795 | 187  |

| 2002 | 2010 |
| ---- | ---- |
| 187  | ↘142 |

Национальный состав
Согласно результатам переписи 2002 года русские составляли 73 % населения села.